# Мартиняно
Мартиня̀но (на италиански: Martignano, на грико: Martignana, Мартиняна) е село и община в Южна Италия, провинция Лече, регион Пулия. Разположено е на 90 m надморска височина. Населението на общината е 1720 души (към 2012 г.).
В това село живее гръцко общество, което говори на особен гръцки диалект, наречен грико. Село Мартиняно е част от етнографическия район Салентинска Гърция.